# Fântâna Babii, Mureș
Fântâna Babii este un sat în comuna Pogăceaua din județul Mureș, Transilvania, România.